# Echeveria minima
Echeveria minima là một loài thực vật có hoa trong họ Crassulaceae. Loài này được J.Meyrán miêu tả khoa học đầu tiên năm 1968.